# Jesús Guzmán
Jesús Guzmán Delgado (Huéneja, 30 maggio 1957) è un ex ciclista su strada spagnolo.

## Palmarès
- 1979 (dilettanti)

Classifica generale Vuelta a Tarragona
- 1981 (Kelme, una vittoria)

1ª tappa Giro delle Tre Province (Vinaròs > Burriana)
- 1982 (Kelme, una vittoria)

Memorial Manuel Galera
- 1983 (Kelme, una vittoria)

Memorial Manuel Galera
- 1984 (Dormilón, una vittoria)

Circuito de Getxo

### Altri successi
- 1982 (Kelme)

Criterium di Alginet
- 1983 (Kelme)

Criterium di Armilla

## Piazzamenti

### Grandi Giri
- Tour de France

1980: ritirato (5ª tappa)
1981: 97º
- Vuelta a España

1981: 32º
1982: ritirato
1983: 34º
1984: 52º
1986: 88º